# Gonatium nipponicum
Gonatium nipponicum is een spinnensoort uit de familie hangmatspinnen (Linyphiidae). De soort komt voor in Rusland en Japan.